# سیم آفشور
سیم آفشور (انگلیسی: Siem Offshore) شرکت کشتیرانی نروژی است، که در سال ۲۰۰۵ تأسیس شد.